# Leonard Michaels
Leonard Michaels (New York, 2 gennaio 1933 – Berkeley, 10 maggio 2003) è stato uno scrittore statunitense.

## Biografia
Leonard Michaels nasce a Manhattan il 2 gennaio 1933 da genitori ebrei immigrati dalla Polonia.
Dopo un Bachelor of Arts all'Università di New York, ottiene un Master's degree in Letteratura Inglese all'Università del Michigan e in seguito prosegue gli studi (senza tuttavia portarli a termine) all'Università della California - Berkeley.
Esordisce nella narrativa nel 1969 con la raccolta di racconti Going Places ed in seguito pubblica altre quattro raccolte, alcuni saggi, un memoir e due romanzi tra i quali si ricorda The Men's Club nel 1981, finalista al National Book Award per la narrativa, tradotto due volte in italiano e trasposto in pellicola nel 1986.
Muore il 10 maggio 2003 a 70 anni a causa delle complicazioni di un linfoma.

## Vita privata
Leonard Michaels ha avuto 4 mogli: la prima, Sylvia Bloch (suicidatasi nel 1965 e alla quale lo scrittore dedicherà il romanzo Sylvia), la seconda Priscilla Older (dalla quale relazione nasceranno i figli Ethan e Jesse), la terza la poetessa Brenda Hillman (madre della terza figlia Louisa) ed infine Katharine Ogden con la quale vivrà per alcuni periodi in Italia.

## Opere principali

### Romanzi
- 1981 The Men's Club

Il club maschile, Milano, Mondadori, 1982 traduzione di Francesco Franconeri
Il club degli uomini, Torino, Einaudi, 2018 traduzione di Katia Bagnoli ISBN 9788806233952.
- 1992 Sylvia

Roma, edizioni E/O, 1994 traduzione di Vincenzo Vergiani ISBN 88-7641-203-4.
Milano, Adelphi, 2016 traduzione di Vincenzo Vergiani ISBN 978-88-459-3106-2.

### Racconti
- 1969 Going Places
- 1975 I Would Have Saved Them If I Could
- 1990 Shuffle
- 2000 A Girl With a Monkey: New and Selected Stories
- 2007 The Collected Stories

### Saggi
- 2000 To Feel These Things
- 2009 The Essays of Leonard Michaels

### Memoir
- 1999 Time Out of Mind

## Filmografia
- Velvet Smooth (1976) regia di Michael L. Fink (soggetto)
- Club di uomini (The Men's Club) (1986) regia di Peter Medak (soggetto)